# Arroio São Sepé
Arroio São Sepé är ett vattendrag i Brasilien.   Det ligger i delstaten Rio Grande do Sul, i den södra delen av landet, 1 700 kilometer söder om huvudstaden Brasília.
Omgivningen kring Arroio São Sepé består i huvudsak av gräsmarker. Området är mycket glesbefolkat, med 2 invånare per kvadratkilometer.